# NGC 5781
NGC 5781 је спирална галаксија у сазвежђу Вага која се налази на NGC листи објеката дубоког неба.
Деклинација објекта је - 17° 14' 39" а ректасцензија 14h 56m 41,1s. Привидна величина (магнитуда) објекта NGC 5781 износи 13,7 а фотографска магнитуда 14,5. NGC 5781 је још познат и под ознакама MCG -3-38-28, IRAS 14539-1702, PGC 53417.